# Verordnung über genehmigungsbedürftige Anlagen
Die Verordnung über genehmigungsbedürftige Anlagen (4. BImSchV) beschreibt, für welche Anlagen nach dem Bundes-Immissionsschutzgesetz (BImSchG) eine Genehmigung für Errichtung und Betrieb nötig ist.
Ihr Anhang 1 listet abschließend die Anlagenarten auf, die nach Immissionsschutzrecht genehmigt und dann auch überwacht werden müssen. Es handelt sich um Anlagen aller, überwiegend gewerblicher und auf Dauer eingerichteter Art, von denen besonders gefährliche Umweltbeeinträchtigungen ausgehen können. Nur die in diesem Anhang aufgeführten Anlagen bedürfen bei Errichtung bzw. Inbetriebnahme oder bei wesentlicher Änderung von Bauten oder Betriebsart einer Genehmigung nach dem BImSchG (bei erstmaliger nach § 4 BImSchG, bei wesentlicher Änderung nach § 16 BImSchG).
Die Genehmigung von Anlagen, die in Spalte c diese Kataloges mit dem Buchstaben G (für Genehmigungsverfahren) gekennzeichnet sind, werden in einem Verfahren mit Öffentlichkeitsbeteiligung geprüft. Anträge zur Errichtung, Inbetriebnahme oder wesentlichen Änderungen von Anlagen, die in Spalte c mit dem Buchstaben V (für vereinfachtes Verfahren) gekennzeichnet sind, werden in einem Verfahren ohne Öffentlichkeitsbeteiligung geprüft. Anlagen dieses Kataloges, die in Spalte d zudem mit dem Buchstaben E gekennzeichnet sind, sind Anlagen nach der Richtlinie 2010/75/EU (Industrieemissionsrichtlinie), oft auch IED-Anlagen genannt; für diese gelten strengere Überwachungsprogramme und Transparenzregeln.
Anträge auf Genehmigung wesentlicher (und nicht bloß anzeigepflichtiger unwesentlicher) Änderungen einer bereits genehmigten Anlage sollen auf Antrag des Betreibers ohne Beteiligung der Öffentlichkeit geprüft werden. Für Forschungs- oder Versuchsanlagen gelten besondere Regelungen. Anlagen, die nicht im Anhang 1 der 4. BImSchV aufgeführt sind, sind damit nicht genehmigungsfrei, sondern bedürfen in der Regel zumindest einer Baugenehmigung.
Beispiele für immissionsschutzrechtlich genehmigungsbedürftige Anlagen sind: Biogasanlagen, Chemiewerke, Anlagen zur Geflügelhaltung, Kraftwerke und Stahlgießereien sowie insbesondere Anlagen zur Abfalllagerung und -Behandlung, außerdem bestimmte Anlagen zur Übung oder Ausübung des Motorsports.
Fehlt bei einer hier gelisteten Anlage die nötige Errichtungs-, Betriebs- oder Änderungsgenehmigung, ist das nach § 327 Absatz 2 Ziff. 1 Strafgesetzbuch strafbar.